# 最後的正義
《最後的正義》是一部2013年法國和德國合拍的歷史劇情片，由阿諾·德斯·帕里勒執導並與克莉絲黛·伯特瓦斯共同編劇。電影改編自海因里希·馮·克萊斯特所創作的1810年中篇小說《米迦勒·寇哈斯》，其劇情描述遭受壓迫的馬商寇哈斯在悲憤的情緒下，決定起義反抗、尋求正義。由邁茲·米克森、布魯諾·甘茲和梅露辛·瑪亞琪主演。
《最後的正義》2013年5月在第66屆坎城影展上首映，並作為競爭金棕櫚獎的競賽片；2013年8月14日在法國上映。《最後的正義》儘管獲得的評價褒貶不一，但仍在第39屆凱薩獎上入圍了六項大獎，並贏得了最佳混音和最佳電影作曲。

## 劇情
在十六世紀，個性正直的馬商寇哈斯帶著自己的馬外出作買賣。儘管該國取消了通行費，卻在歸途上遭到了當地領主的官員奪取了他的兩匹馬。後來，官員歸還了他的馬匹，但其馬卻已瘦弱不堪且受了傷害；儘管寇哈斯試圖起訴對方，以賠償其損失，但因領主在法庭上有自己的親屬，使得他的訴訟被駁回。未料，寇哈斯的妻子在事後遭到領主的襲擊而死亡；這讓虔誠正直的寇哈斯忍無可忍，決定拔劍起義、製造動亂，以在這封建的社會上找回真正的正義。

## 演員

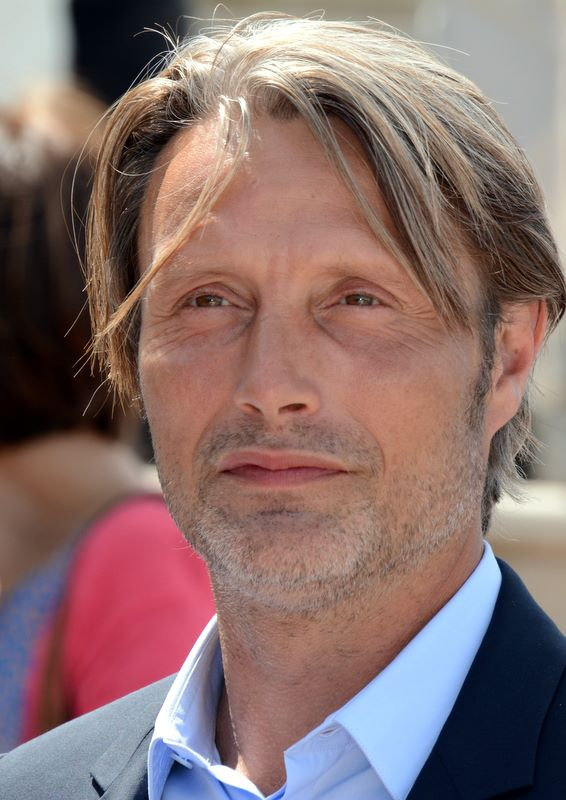
邁茲·米克森為主角米迦勒·寇哈斯的飾演者

- 邁茲·米克森飾演米迦勒·寇哈斯[1]
- 布魯諾·甘茲飾演總督
- 梅露辛·瑪亞琪（英语：Mélusine Mayance）飾演莉絲貝思
- 朵芬·丘洛特飾演茱蒂絲
- 保羅·巴特爾飾演傑瑞米
- 大衛·班奈特（英语：David Bennent）飾演凱薩
- 大衛·克勞斯飾演傳教士
- 德尼·拉旺飾演神學家
- 阿蜜拉·卡薩飾演女修道院長
- 史旺·亞勞德（英语：Swann Arlaud）飾演領主
- 羅珊·杜蘭（英语：Roxane Duran）飾演瑪格麗特·德·那瓦爾公主

## 製作
《最後的正義》主要在法國的朗格多克-魯西永和隆河拍攝，其他取景地包括皮埃爾·沙特爾-沙泰勒（修道院）、Ferme des Boissets（寇哈斯的農場）和Château du Cheylard（領主的城堡）。

## 發行
《最後的正義》2013年5月在第66屆坎城影展上作為競爭金獅獎的競賽片之一，並在法國由Les Films du Losange排定2013年8月14日上映。

### 評價
《最後的正義》獲得的評價褒貶不一。爛番茄根據29條評論，該片持有50%的新鮮度，平均得分為5.2／10；該網站共識：「《最後的正義》有著優異的演員和巧妙的構成；不幸的是，它的步調太緩慢，使其精細品質無法發揮。」。該片在Metacritic根據16名影評人而獲得了51分，這代表著「好壞平均參雜的評價」。
IndieWire網站的潔西卡·基昂認為，「足以被稱作中世紀寓言的《最後的正義》在該令人印象深刻的部分卻是隔靴搔癢。」
网易娱乐的影评认为，这部入围金棕榈奖的电影却是昏昏欲睡的沉闷之作：「迫害与反抗、私刑与公权、法理与恩仇的冲突都是强戏剧元素，何况还有杀妻之恨，导演阿诺·德斯·帕里勒斯却出人意料地完成了一出淡化戏剧、强化风景的平淡纪实风格古装剧。电影的声音和音乐制作异常出色，摄影把法国的森林和城堡以及秋天的伤感拍的充满诗意，个别段落还让人想起今年重映的《天堂之门》，然而和这部当年饱受恶评的电影比起来，《马贩子科尔哈斯》实在是太缺乏动人之处了。」

### 榮譽
| 獎項和提名       | 獎項和提名               | 獎項和提名                               | 獎項和提名 | 獎項和提名  | 獎項和提名 |
| 獎項             | 類別                     | 提名人或得獎人                           | 結果       | 參考        |            |
| ---------------- | ------------------------ | ---------------------------------------- | ---------- | ----------- | ---------- |
| 第66屆坎城影展   | 金獅獎                   | 阿諾·德斯·帕里勒                         | 提名       | [ 7 ]       |            |
| 布魯塞爾歐洲影展 | 金虹獎                   | 阿諾·德斯·帕里勒                         | 提名       | [ 12 ]      |            |
| 第39屆凱薩獎     | 最佳男主角               | 邁茲·米克森                              | 提名       | [ 4 ] [ 5 ] |            |
| 第39屆凱薩獎     | 最佳攝影                 | 珍妮·拉波瑞                              | 提名       | [ 4 ] [ 5 ] |            |
| 第39屆凱薩獎     | 最佳混音                 | 尚-皮耶爾·杜爾特、尚·馬勒和瑪莉莎·佩蒂珍 | 獲獎       | [ 4 ] [ 5 ] |            |
| 第39屆凱薩獎     | 最佳電影作曲             | 馬丁·惠勒                                | 獲獎       | [ 4 ] [ 5 ] |            |
| 第39屆凱薩獎     | 最佳服裝設計             | 艾妮娜·迪納                              | 提名       | [ 4 ] [ 5 ] |            |
| 第39屆凱薩獎     | 最佳藝術指導             | 揚·阿勞德                                | 提名       | [ 4 ] [ 5 ] |            |
| 海上電影國際影展 | 澤蘭之心                 | 阿諾·德斯·帕里勒                         | 獲獎       | [ 13 ]      |            |
| 夏威夷國際影展   | 歐洲電影夏威夷獎最佳電影 | 阿諾·德斯·帕里勒                         | 獲獎       | [ 13 ]      |            |

## 外部連結
- 互联网电影数据库（IMDb）上《最後的正義》的资料（英文）